# Бразильско-ливанские отношения
Бразильско-ливанские отношения — двусторонние дипломатические отношения между Бразилией и Ливаном. Ливан имеет посольство в Бразилиа и генеральные консульства в Рио-де-Жанейро и Сан-Паулу, а Бразилия содержит своё посольство в Бейруте. Страны поддерживают дружественные отношения, важность которых связана с историей ливанской иммиграции в Бразилию. В Бразилии насчитывается от 7 до 10 миллионов человек ливанского происхождения. Обе страны — члены Группы 24.

## История

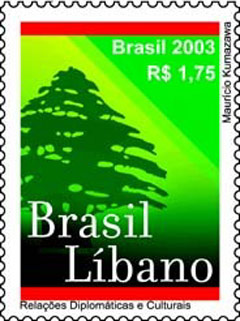
Марка, посвящённая бразильско-ливанским отношениям

В 1877 году бразильский император Педру II посетил Бейрут, входивший тогда в состав Османской империи. Первые ливанские мигранты прибыли в Бразилию в 1882 году, причём большинство из них были христианами-маронитами из горного Ливана. В 1920 году Бразилия открыла консульство в Бейруте, чтобы облегчить османскую (ливанскую) эмиграцию в Бразилию. К 1914 году более 60 000 ливанцев иммигрировали в Бразилию. В октябре 1945 года Ливан получил независимость от Франции, а в ноябре 1945 года Бразилия признала и установила дипломатические отношения с Ливаном.
В 1954 году президент Ливана Камиль Шамун посетил Бразилию с официальным визитом, став таким образом первым главой ливанского государства, посетившим эту латиноамериканскую страну. Позднее в том же году обе страны открыли посольства соответственно в столицах друг друга. В период между Первой и Второй мировыми войнами в Бразилию прибывала вторая волна ливанских мигрантов. Последняя подобная волна ливанской миграции в Бразилию наблюдалась во время Гражданской войны в Ливане, в 1975-1990 годах.
С 2011 года бразильские военные размещены на юге Ливана в числе миротворческих сил ООН ЮНИФИЛ, ныне численность бразильского контингента в Ливане составляет 1 288 военных и персонала. С того же времени должность командующего ВМС ЮНИФИЛ занимают исключительно бразильцы. В ноябре того же года бразильский вице-президент Мишел Темер совершил визит в Ливан. Сам он имеет ливанское происхождение и занял пост президента Бразилии в августе 2016 года.

## Государственные визиты
Официальные визиты Бразилии в Ливан
- Вице-президент Мишел Темер (2011)

Визиты президентов и премьер-министров Ливана в Бразилию
- Президент Камиль Нимр Шамун (1954)
- Премьер-министр Рафик Харири (1995, 2003)
- Президент Ильяс Храуи (1997)
- Премьер-министр Наджиб Микати (2005)
- Президент Мишель Сулейман (2010)

## Двусторонние соглашения
Бразилия и Ливан подписали ряд двусторонних соглашений, таких как Меморандум о взаимопонимании в отношении политических консультаций, Соглашение об отказе от виз для граждан, имеющих дипломатические, служебные или официальные паспорта, и Соглашение о замене продлений срока действия туристических и деловых виз на отметки в загранпаспортах.

## Торговля
В 2015 году объём торговли между Бразилией и Ливаном составил 310 миллионов долларов. Основной экспорт Бразилии в Ливан составляет мясо, кофе, сахар, самолёты и автомобили. Основной экспорт Ливана в Бразилию включает удобрения и свинец. Ливан является 77-м крупнейшим торговым партнером Бразилии в мире.